# Čečovice (Čížkov)
Čečovice je vesnice, část obce Čížkov v okrese Plzeň-jih. Nachází se asi 2,5 km na jihozápad od Čížkova. Je zde evidováno 53 adres. V roce 2011 zde trvale žilo 165 obyvatel.
Čečovice je také název katastrálního území o rozloze 4,41 km2.

## Historie
První písemná zmínka o vesnici pochází z roku 1552.
Do 31. prosince 1985 byla samostatnou obcí, ke které v letech 1961–1985 patřily Liškov a Měrčín. Dne 1. ledna 1986 se vesnice stala součástí obce Čížkov.

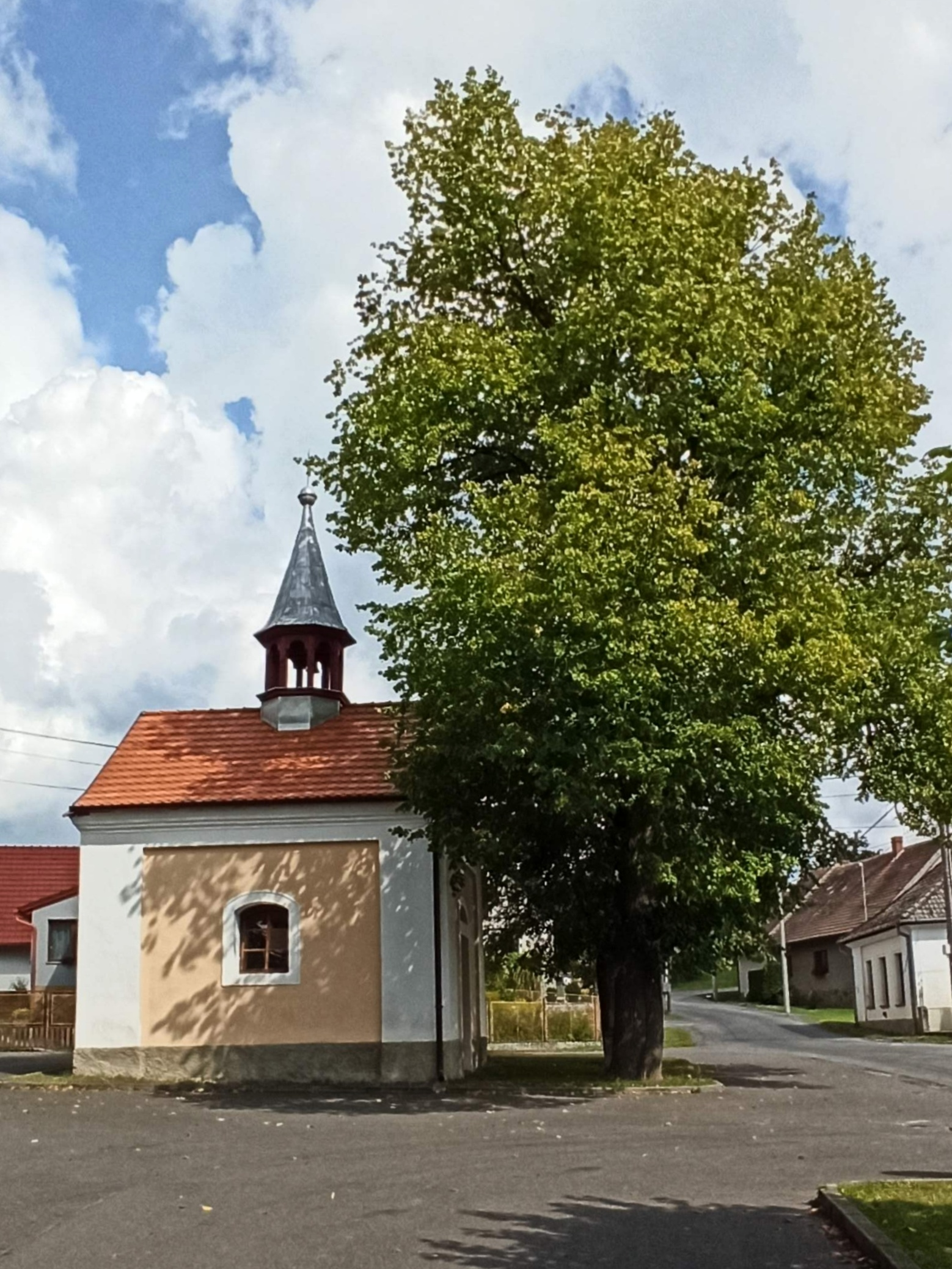
Kaple na návsi
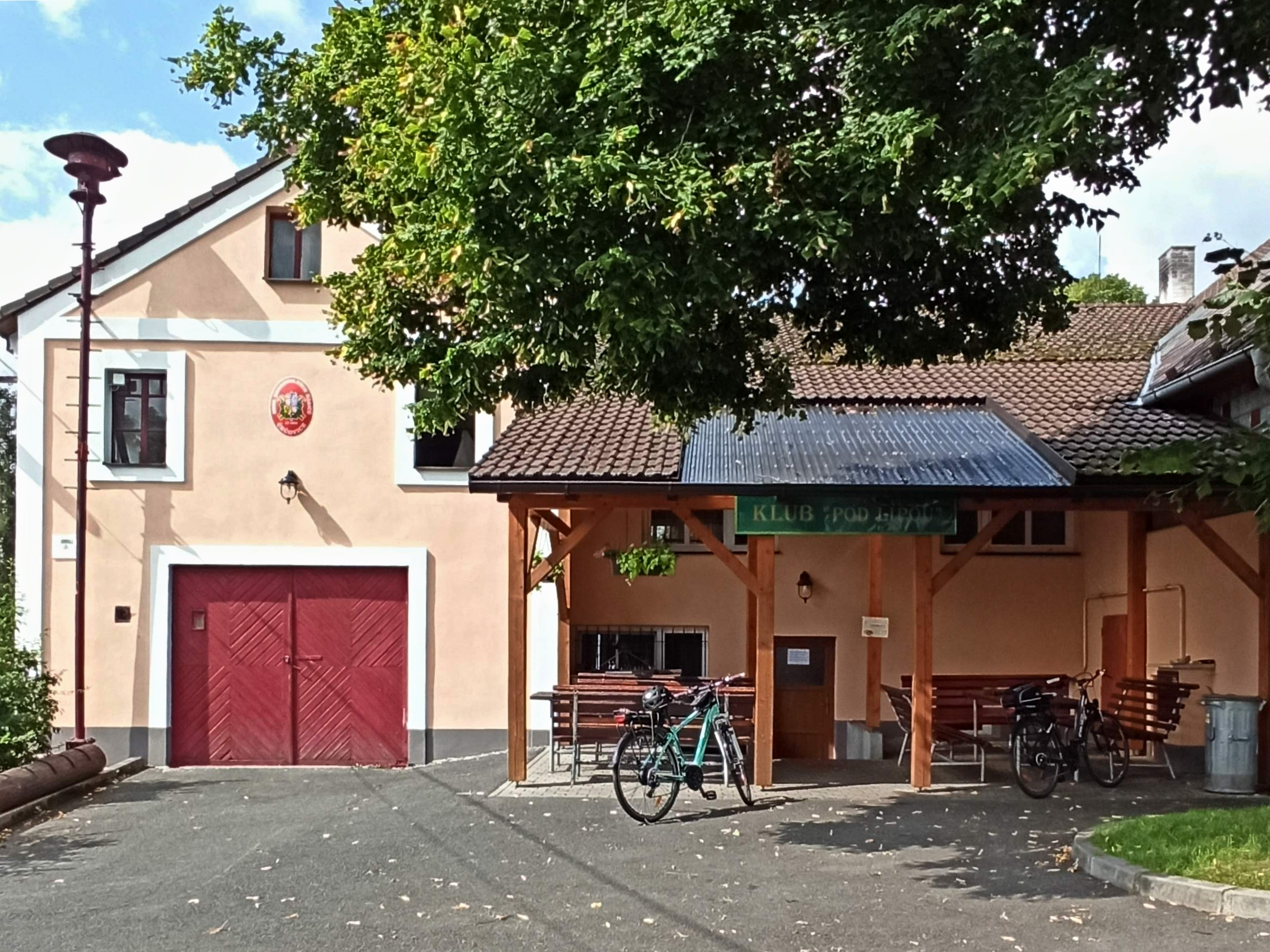
Klub pod lípou
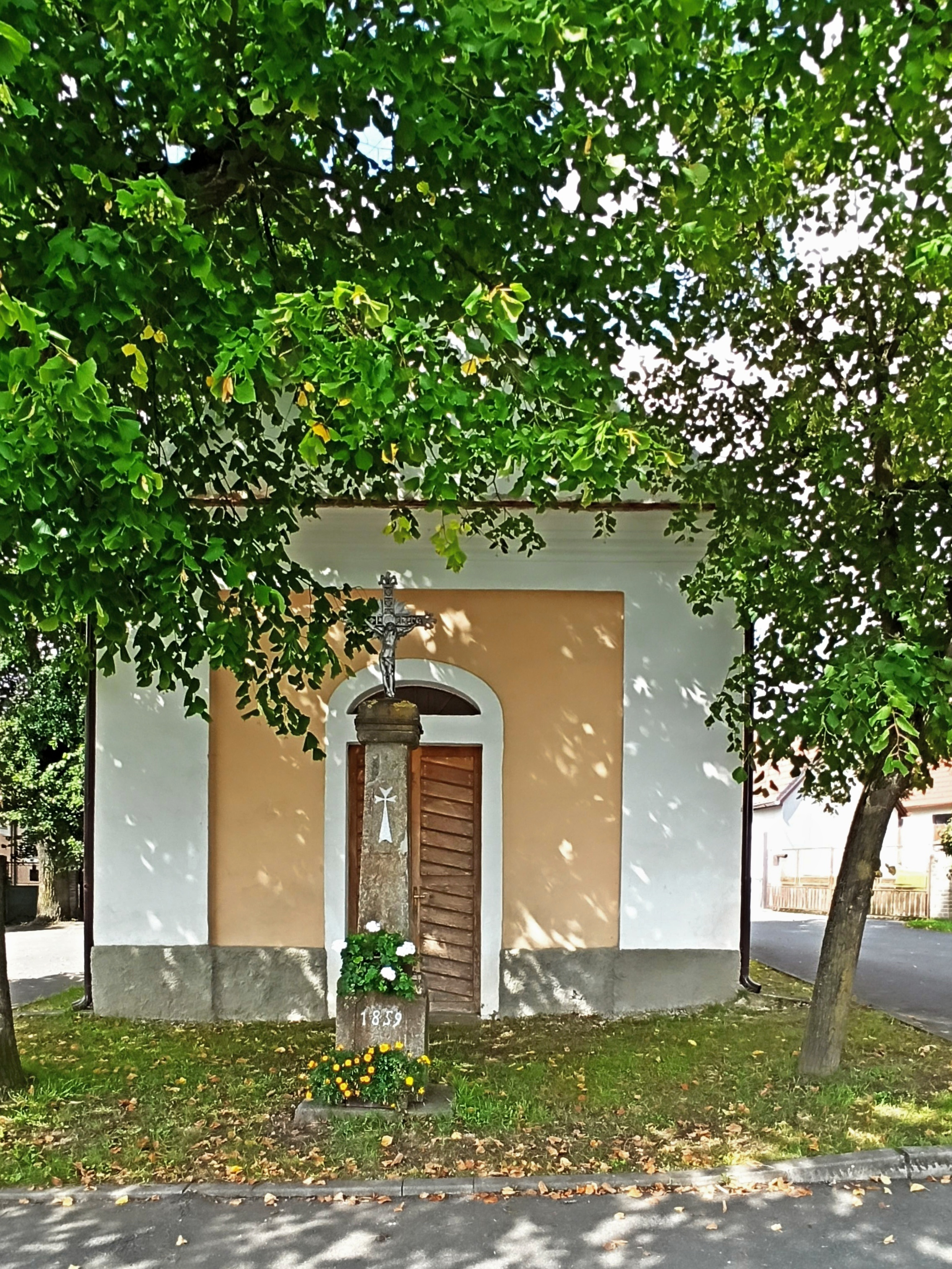
Pamětní kříž
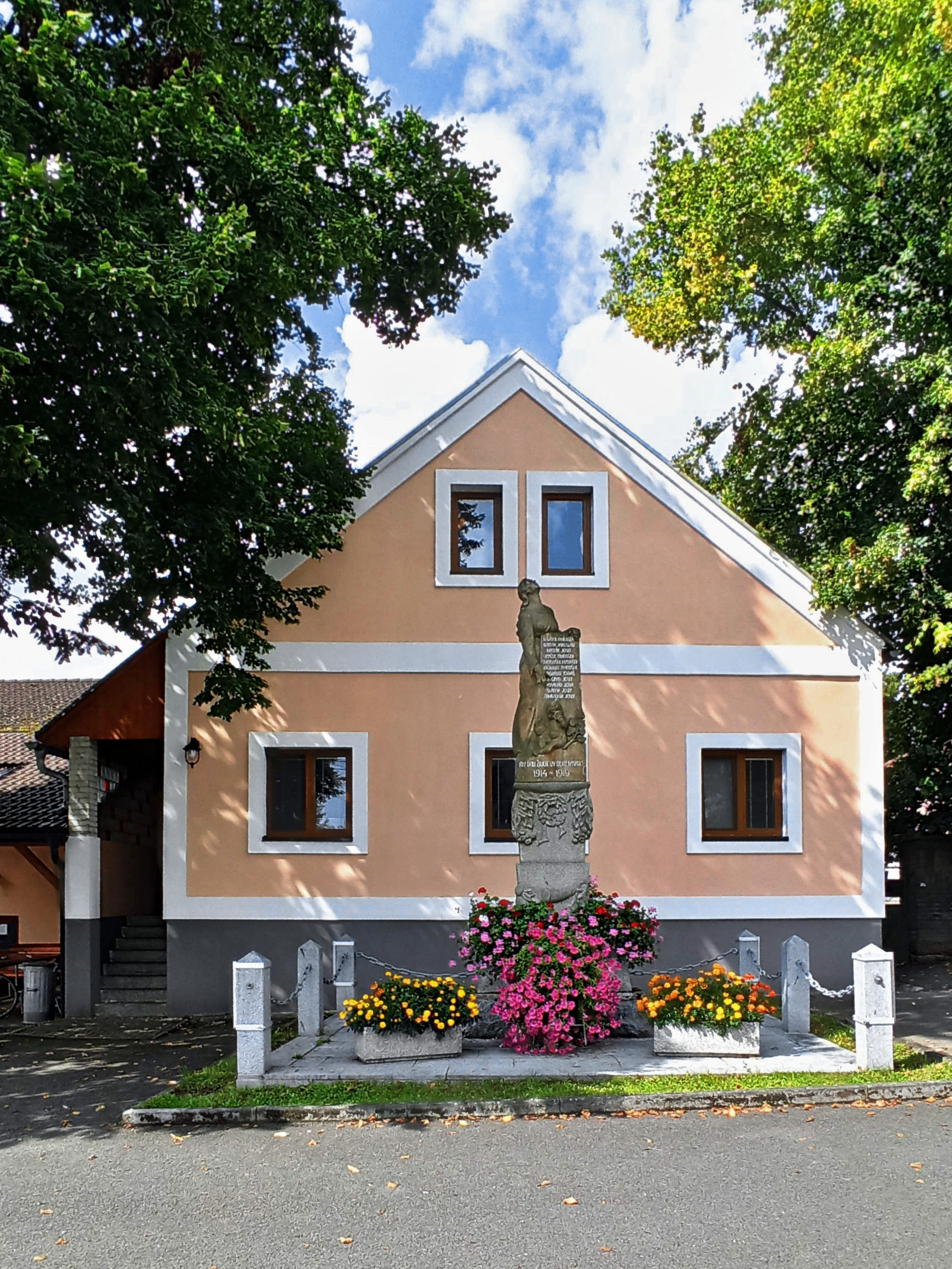
Pomník padlým
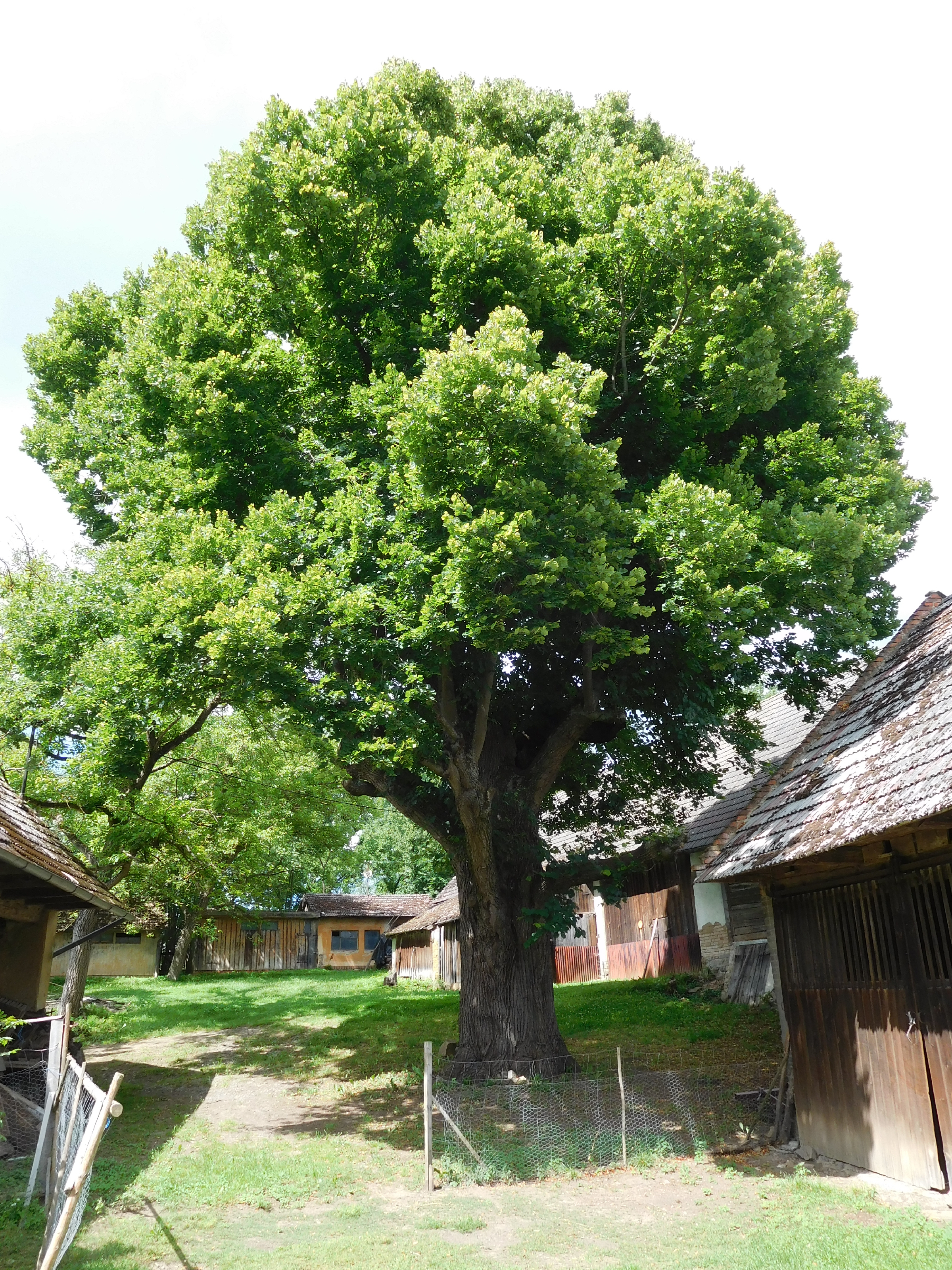
Lípa u Moravců
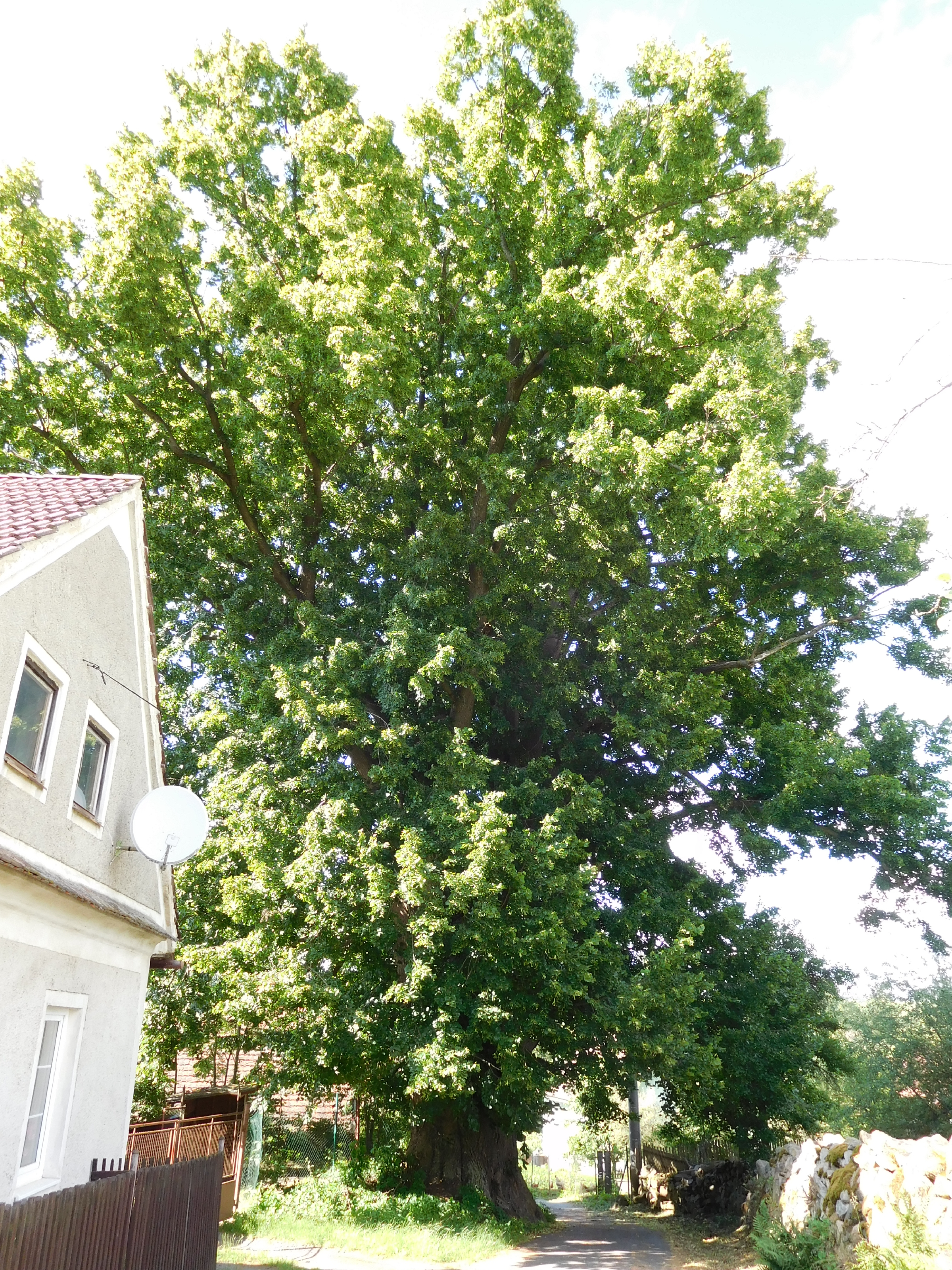
Lípa u Palackých